# Vic Toweel
Victor Anthony „Vic” Toweel (ur. 12 stycznia 1929 w Benoni, zm. 15 sierpnia 2008 w Sydney) − południowoafrykański pięściarz, w latach 1950-1952 zawodowy mistrz świata w wadze koguciej, pierwszy i jedyny w historii pięściarstwa niekwestionowany zawodowy mistrz świata z Południowej Afryki.

## Kariera amatorska
Pochodził z rodziny o bogatych bokserskich tradycjach, znanej w Południowej Afryce jako „The Fighting Toweels”. Był jednym z sześciu synów Michaela Josepha „Pappy” Toweela, cenionego trenera pięściarstwa (wśród jego podopiecznych byli m.in. George Hunter i John Arthur). Bracia Victora również zajmowali się boksem: Willie był medalistą olimpijskim w wadze muszej, Jim zawodowym mistrzem kraju w wadze lekkiej, Fraser czołowym południowoafrykańskim zawodnikiem wagi półśredniej, Alan trenerem, a Maurice promotorem.
Vic Toweel stoczył w sumie 190 amatorskich walk (według niektórych źródeł około 300), z których 188 wygrał, w tym 160 przed czasem. Był dwukrotnym mistrzem kraju w wadze muszej (1946, 1947). W 1948 roku reprezentował Związek Południowej Afryki na igrzyskach olimpijskich w Londynie. Wystąpił w turnieju wagi koguciej, z którego został jednak wyeliminowany już po pierwszej walce, przegrywając przez kontrowersyjną decyzję z Argentyńczykiem Arnoldo Paresem.

## Kariera zawodowa
Po igrzyskach przeszedł na zawodowstwo. 29 stycznia 1949 w Johannesburgu wygrał przez nokaut swoją debiutancką walkę. W tym samym roku zdobył zawodowe mistrzostwo kraju w wadze koguciej oraz piórkowej, a także mistrzostwo Imperium Brytyjskiego w wadze koguciej.
31 maja 1950 roku 21-letni Toweel (ówczesny bilans walk 13-0-0) zmierzył się na Wembley Stadium w Johannesburgu z 33-letnim Manuelem Ortizem (92-21-3), mistrzem świata w wadze koguciej. Toweel kontrolował walkę, wygrywając większość rund, i odebrał tytuł faworyzowanemu Amerykaninowi. Został tym samym pierwszym w historii (i do dziś jedynym) południowoafrykańskim niekwestionowanym zawodowym mistrzem świata.
W grudniu 1950 roku po raz pierwszy bronił mistrzostwa przeciwko czempionowi Wielkiej Brytanii, Danny'emu O’Sullivanowi (30-6-0). Walka miała niezwykle jednostronny przebieg; w jej trakcie Toweel posłał rywala na deski 14 razy (rekordowa liczba nokdaunów w historii walk o mistrzostwo świata), zanim sędzia w 10. rundzie zdecydował się przerwać pojedynek. 
W kolejnych dwóch obronach (listopad 1951 i styczeń 1952) pokonał na punkty mistrza Hiszpanii, Luisa Pereza Romero (75-8-3) oraz dotąd niepokonanego mistrza Europy, Szkota Petera Keenana (31-0-1).
Mistrzostwo stracił 15 listopada 1952 roku, gdy w czwartej jego obronie został znokautowany w 1. rundzie przez Australijczyka Jimmy’ego Carruthersa (14-0-0). 21 marca 1953 roku doszło do rewanżu, oglądanego na zapełnionym johannesburskim Rand Stadium przez 35 tysięcy widzów. Carruthers ponownie znokautował Toweela (tym razem w 10. rundzie).
6 listopada 1954 roku stoczył swoją 32. zawodową walkę, po czym w wieku zaledwie 27 lat zakończył karierę. Wpływ na to miały m.in. problemy ze wzrokiem (w 1953 roku przeszedł w Londynie operację oczu) oraz negatywne dla zdrowia skutki wieloletniego zbijania wagi przed walkami (po pojedynkach z Carruthersem musiał definitywnie zrezygnować z walk w wadze koguciej).  
W 1992 roku wyemigrował wraz z rodziną do Australii. Zmarł w 2008 roku w Sydney. 
Jest uznawany za jednego z najwybitniejszych południowoafrykańskich bokserów. Jego głównymi atutami były kondycja, doskonały balans ciałem oraz umiejętność zadawania seriami kombinacji ciosów. Ze względu na styl walki był zwany „Białym Henrym Armstrongiem”.